# Tetracanthella irregularis
Tetracanthella irregularis är en urinsektsart som beskrevs av Louis Deharveng 1987. Tetracanthella irregularis ingår i släktet Tetracanthella och familjen Isotomidae. Inga underarter finns listade i Catalogue of Life.